# Drepanosticta trachelocele
Drepanosticta trachelocele – gatunek ważki z rodziny Platystictidae. Występuje endemicznie na Filipinach.